# Magdalena (telenovela)
Magdalena é uma telenovela mexicana, produzida pela Televisa e exibida em 1970 pelo El Canal de las Estrellas.

## Elenco
- Magda Guzmán
- María Teresa Rivas
- Augusto Benedico
- Claudio Obregón